# Broughton (Lancashire)
Broughton (historischer Name auch: Broughton-in-Amounderness) ist eine englische Gemeinde (englisch Civil Parish). 
Das Dorf liegt im Nordwesten Englands mitten in der Grafschaft Lancashire. Gut 5 km südlich liegt die Stadt Preston und bis zur Hafenstadt Blackpool an der Irischen See sind es 20 km nach Westen. Seit 2002 gehört Broughton zum Verwaltungsbezirk (englisch City) der City of Preston.
Im Jahr 2011 hatte Broughton 1731 Einwohner. Hauptsächlich durch Zuzug hat sich diese Zahl bis 2021 auf 2467 erhöht. Die Gemeinde verfügt über Kindergärten, Vorschulen und Schulen, darunter, unmittelbar neben der historischen Baptistenkirche St. John’s Church liegend, die Broughton Church of England Primary School. Sie zählt zu den ältesten Grundschulen des Vereinigten Königreichs und wurde vor 1550 gegründet. Hier befindet sich auch das Church Cottage Museum. Hotels, Restaurants und traditionelle Pubs fehlen nicht. Dazu kommt der 1890 gegründete Broughton & District Club als sozialer Treffpunkt.
Broughton ist Standort der Hauptquartiere des Lancashire Fire & Rescue Service und des Lancashire Ambulance Service und beherbergt etwa achtzig kleine und mittlere Dienstleistungsunternehmen, die Arbeitsplätze für rund fünfhundert Menschen bieten. Vierzehn Gebäude des Ortes sind denkmalgeschützt und in der National Heritage List für England eingetragen.

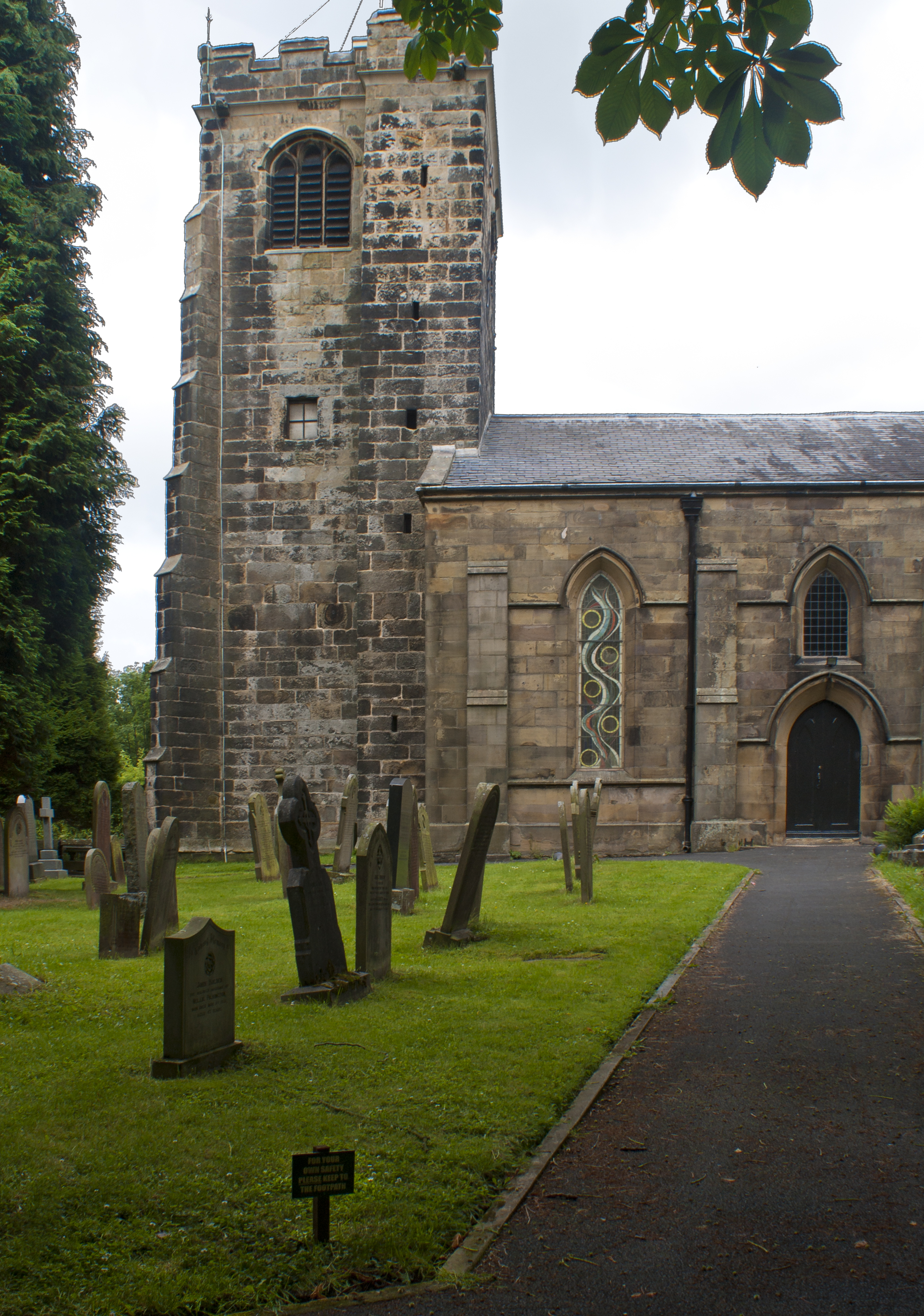
Kirche St. John’s
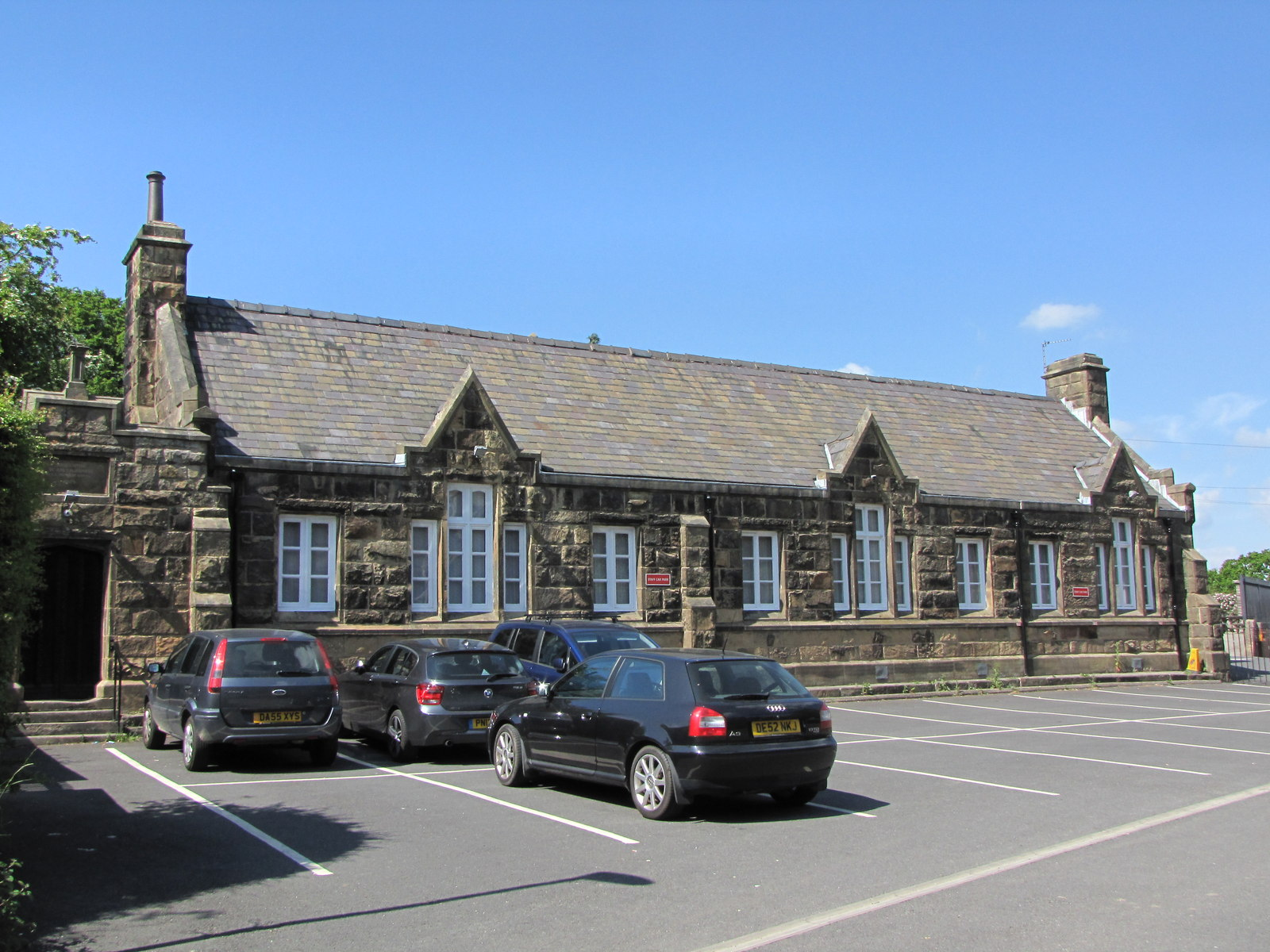
Schule
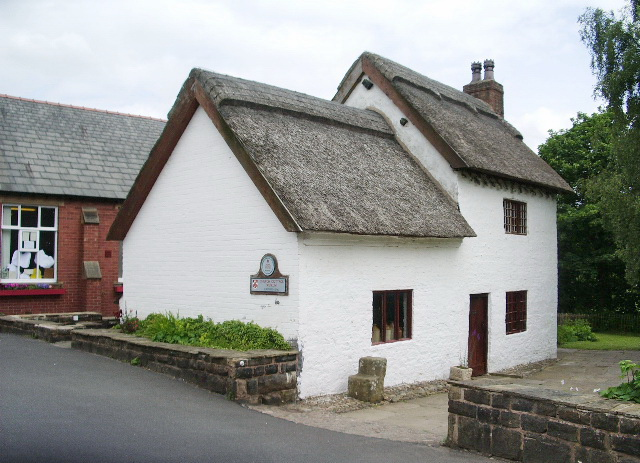
Church Cottage Museum
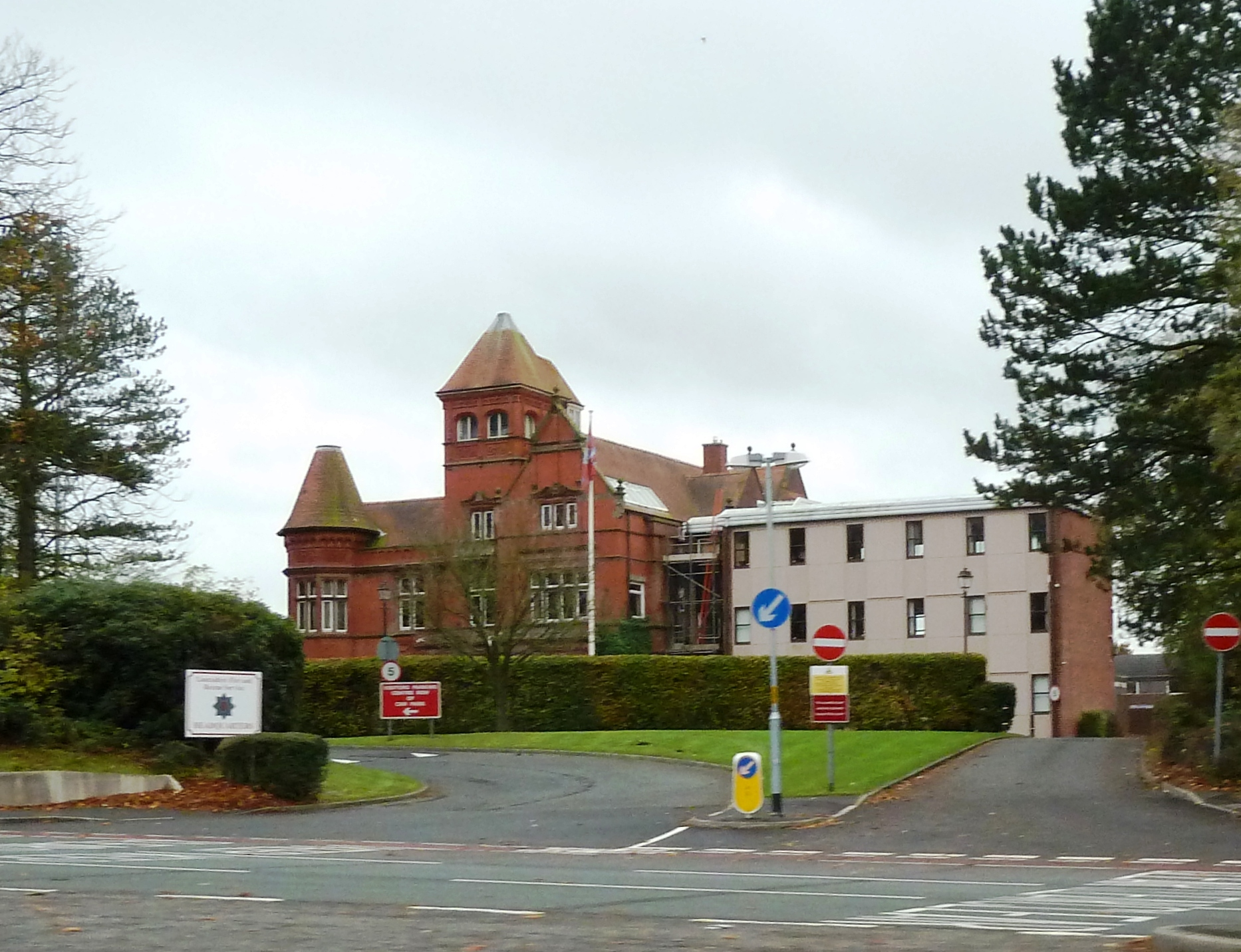
Feuerwehr
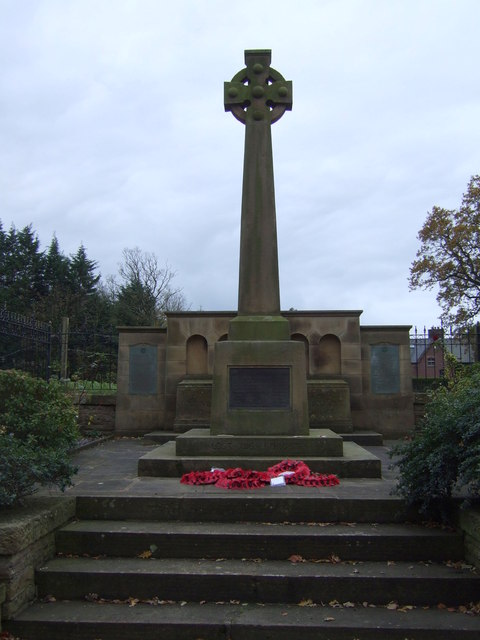
War Memorial
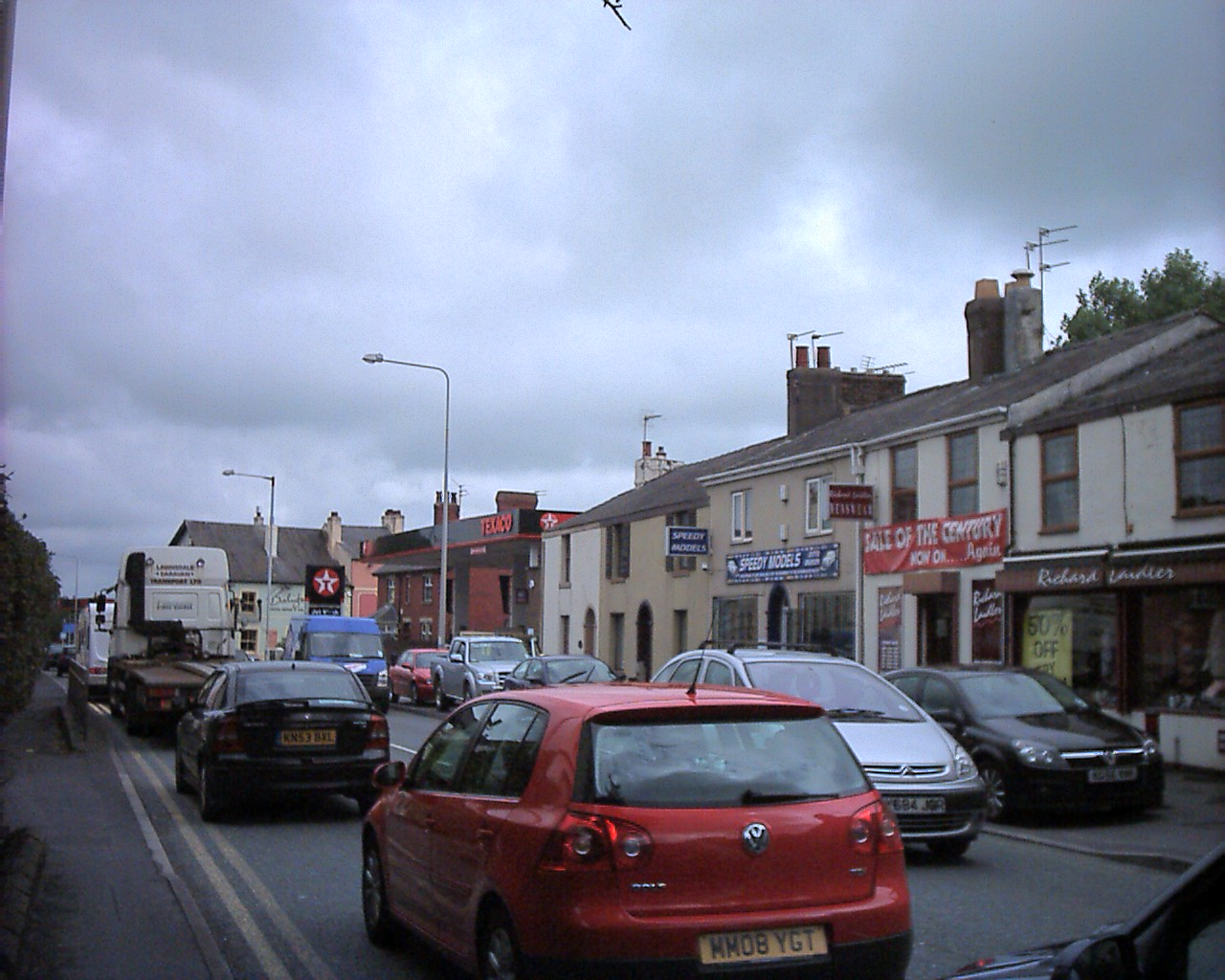
Straßenszene
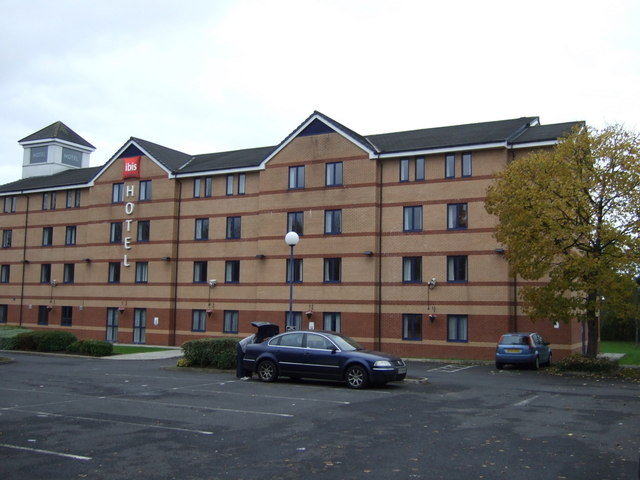
Hotel Ibis

## Söhne und Töchter des Stadt
- Frederic Newton Gisborne (1824–1892), Elektroingenieur und Erfinder